# Карпов, Владимир Александрович (металлург)
Карпов Владимир Александрович (род. 27 июня 1939, Кривой Рог, Днепропетровская область) — советский металлург. Лауреат Государственной премии СССР (1984).

## Биография
Родился 27 июня 1939 года в городе Кривой Рог Днепропетровской области.
С 1958 года — оператор пульта управления, слесарь-ремонтник цеха «Блюминг-1» металлургического комбината «Криворожсталь» (Кривой Рог).
В 1968 году окончил Криворожский металлургический техникум.
Ударник пятилеток, победитель соцсоревнований, новатор производства, наставник молодёжи.

## Награды
- Государственная премия СССР (1984)[1];
- Орден Октябрьской Революции[1];
- Орден Трудового Красного Знамени[1].